# Swedish Open 2008 - Qualificazioni singolare
Le qualificazioni del singolare  dello  Swedish Open 2008 sono state un torneo di tennis preliminare per accedere alla fase finale della manifestazione. I vincitori dell'ultimo turno sono entrati di diritto nel tabellone principale. In caso di ritiro di uno o più giocatori aventi diritto a questi sono subentrati i lucky loser, ossia i giocatori che hanno perso nell'ultimo turno ma che avevano una classifica più alta rispetto agli altri partecipanti che avevano comunque perso nel turno finale.
Le qualificazioni del torneo Swedish Open  2008 prevedevano 16 partecipanti di cui 4 sono entrati nel tabellone principale.

## Teste di serie
1. Nicolás Massú (Qualificato)
2. Daniel Köllerer (Qualificato)
3. Marc López (Qualificato)
4. Bjorn Rehnquist (Qualificato)

1. Michał Przysiężny (ultimo turno)
2. Tim Goransson (ultimo turno)
3. Henrik Norfeldt (ultimo turno)
4. Carl Bergman (ultimo turno)

## Qualificati
1. Nicolás Massú
2. Daniel Köllerer

1. Marc López
2. Bjorn Rehnquist

## Tabellone

### Legenda
| - Q = Qualificato - WC = Wild card - LL = Lucky loser | - ALT = Alternate - SE = Special Exempt - PR = Protected Ranking | - w/o = Walkover - r = Ritirato - d = Squalificato |

### Sezione 1
|  | Primo turno | Primo turno     | Primo turno   | Primo turno | Primo turno |  |  | Ultimo turno | Ultimo turno    | Ultimo turno    | Ultimo turno | Ultimo turno |  |
|  |             |                 |               |             |             |  |  |              |                 |                 |              |              |  |
|  | 1           | Nicolás Massú   | Nicolás Massú | 6           | 6           |  |  |              |                 |                 |              |              |  |
|  |             | Daniel Berta    | Daniel Berta  | 1           | 1           |  |  | 1            | Nicolás Massú   | Nicolás Massú   | 6            | 6            |  |
|  | 7           | Henrik Norfeldt | 4             | 6           | 7           |  |  | 7            | Henrik Norfeldt | Henrik Norfeldt | 2            | 4            |  |
|  |             | Patrik Brydolf  | 6             | 4           | 68          |  |  |              |                 |                 |              |              |  |

### Sezione 2
|  | Primo turno | Primo turno       | Primo turno       | Primo turno | Primo turno |  |  | Ultimo turno | Ultimo turno    | Ultimo turno    | Ultimo turno | Ultimo turno |  |
|  |             |                   |                   |             |             |  |  |              |                 |                 |              |              |  |
|  | 2           | Daniel Köllerer   | Daniel Köllerer   | 6           | 6           |  |  |              |                 |                 |              |              |  |
|  |             | David Nylen       | David Nylen       | 0           | 2           |  |  | 2            | Daniel Köllerer | Daniel Köllerer | 7            | 6            |  |
|  | 6           | Tim Goransson     | Tim Goransson     | 6           | 6           |  |  | 6            | Tim Goransson   | Tim Goransson   | 6(1)         | 1            |  |
|  |             | Robert Gustafsson | Robert Gustafsson | 1           | 2           |  |  |              |                 |                 |              |              |  |

### Sezione 3
|  | Primo turno | Primo turno       | Primo turno | Primo turno | Primo turno |  |  | Ultimo turno | Ultimo turno      | Ultimo turno      | Ultimo turno | Ultimo turno |  |
|  |             |                   |             |             |             |  |  |              |                   |                   |              |              |  |
|  | 3           | Marc López        | Marc López  | 6           | 6           |  |  |              |                   |                   |              |              |  |
|  |             | David Nord        | David Nord  | 1           | 1           |  |  | 3            | Marc López        | Marc López        | 7            | 6            |  |
|  | 5           | Michał Przysiężny | 2           | 6           | 6           |  |  | 5            | Michał Przysiężny | Michał Przysiężny | 65           | 3            |  |
|  |             | Arvid Puranen     | 6           | 2           | 4           |  |  |              |                   |                   |              |              |  |

### Sezione 4
|  | Primo turno | Primo turno       | Primo turno       | Primo turno | Primo turno |  |  | Ultimo turno | Ultimo turno    | Ultimo turno | Ultimo turno | Ultimo turno |  |
|  |             |                   |                   |             |             |  |  |              |                 |              |              |              |  |
|  | 4           | Bjorn Rehnquist   | Bjorn Rehnquist   | 6           | 6           |  |  |              |                 |              |              |              |  |
|  |             | Henrik Soderberg  | Henrik Soderberg  | 0           | 3           |  |  | 4            | Bjorn Rehnquist | 6            | 3            | 6            |  |
|  | 8           | Carl Bergman      | Carl Bergman      | 6           | 6           |  |  | 8            | Carl Bergman    | 4            | 6            | 3            |  |
|  |             | Christian Lindell | Christian Lindell | 2           | 3           |  |  |              |                 |              |              |              |  |